# شب‌های شعر استروگا
شب‌های شعر استروگا (به انگلیسی: Struga Poetry Evenings) یک جشنواره بین‌المللی شعر است که هر ساله در استروگا، مقدونیه شمالی برگزار می‌شود. این جشنواره طی چند دهه از عمر خود، معتبرترین جایزه خود، تاج طلایی را به برخی از برجسته‌ترین شاعران بین‌المللی (ازجمله:محمود درویش، ویستن هیو آودن، امیر اور، جوزف برودسکی، آلن گینزبرگ، بولات اوکودژاوا، پابلو نرودا، یوجنیو مونتاله، لئوپولد سدار سنگور، هانس ماگنوس انتسنبرگر، نیکیتا استانسکو، تد هیوز، کو اون،  آدونیس، یهودا امیحای، شیموس هینی و توماس ترانسترومر) اعطا کرده‌است. این جشنواره از سال ۱۹۶۶ تا به امروز در حال برگزاری‌ست.